# Uelia
Uelia là một chi bướm đêm thuộc phân họ Tortricinae của họ Tortricidae.

## Các loài
- Uelia sepidapex Razowski, 1982